# Filip Klikovać
Filip Klikovać (Cattaro, 7 febbraio 1989) è un pallanuotista montenegrino, centroboa della Steaua Bucarest.
Trascorre i primissimi anni da professionista nella Moving Center Bari Nuoto, seguendo il padre Mladen, allenatore della squadra. Dopo due stagioni torna in patria, allo Jadran, con cui conquista due titoli nazionali e una Lega Adriatica. Nel 2010 si trasferisce in Russia, al Sintez Kazan', con cui ottiene un terzo e un secondo posto in campionato.
Fa ritorno in Italia nel 2012, quando viene prelevato dalla Promogest Quartu, neopromossa in A1 e decisa a lottare per i playoff. Con i sardi centra il primo turno dei playoff, perso nettamente dalla favorita Pro Recco. Dopo una stagione in Sardegna, si accasa al Posillipo, con cui centra la qualificazione in LEN Champions League il primo anno, a seguito del terzo posto in campionato. Nel 2015 conquista l'Euro Cup, nella finale tutta napoletana contro l'Acquachiara. Nel 2020 è alla Roma 2007 Arvalia e al Catania.

## Palmarès
- Campionato montenegrino: 2

Jadran Herceg Novi: 2008-09, 2009-10
- Coppa del Montenegro: 2

Jadran Herceg Novi: 2006-07,2007-08
- Lega Adriatica: 1

Jadran Herceg Novi: 2008-09
- LEN Euro Cup: 1

Posillipo: 2014-15
- Supercoppa di Russia: 1

Sintez:  2017
- Coppa di Romania: 1

Steaua: 2023
- Campionato rumeno: 1

Steaua: 2023

### Nazionale
- Mondiali

Barcellona 2013: 
- Europei

Eindhoven 2012: 
- Giochi del Mediterraneo

Tarragona 2018: 